# Peter Demetz (Literaturwissenschaftler)

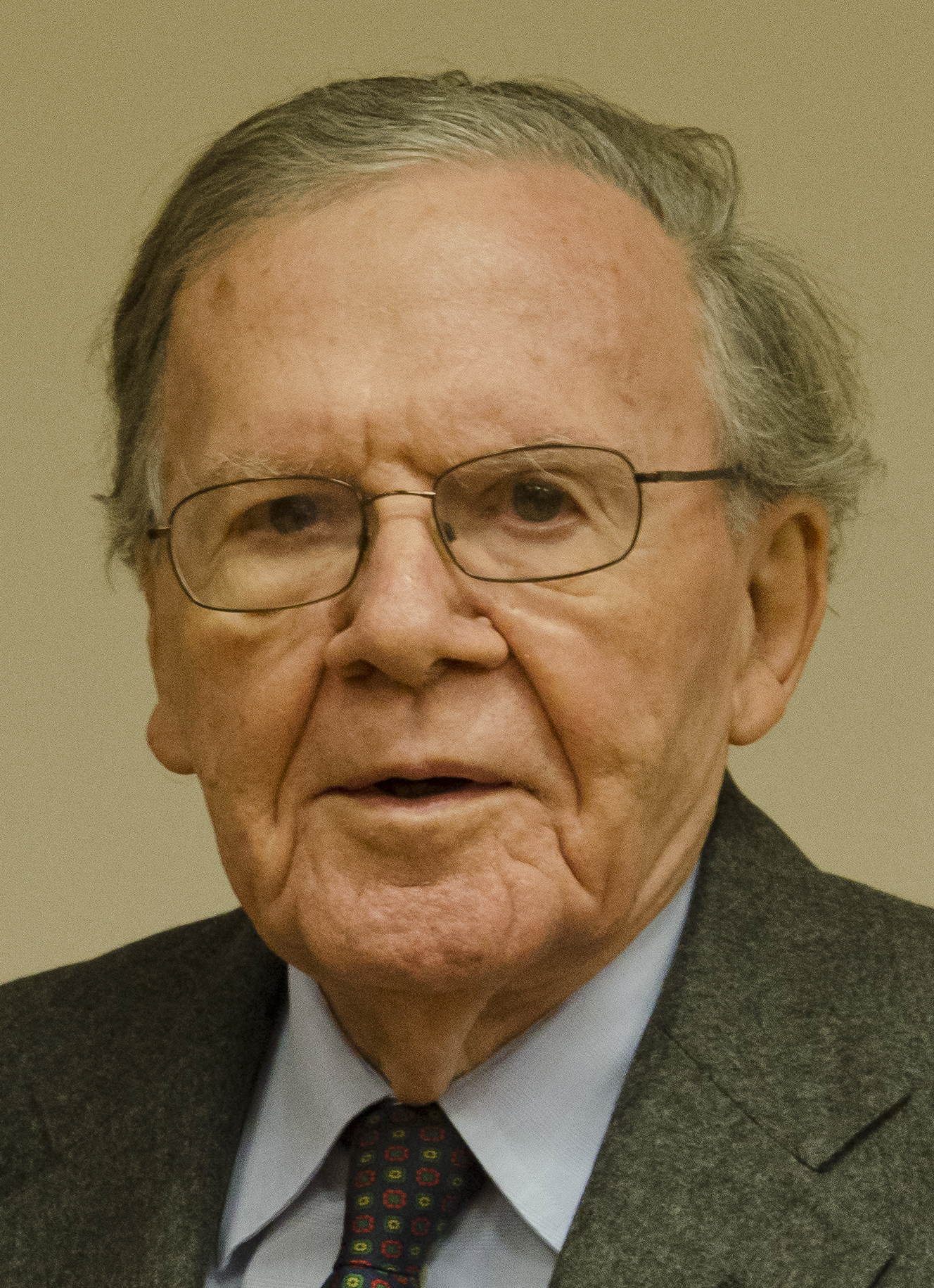
Peter Demetz (2012)

Peter Demetz (* 21. Oktober 1922 in Prag; † 29. April 2024 in New Haven, Connecticut) war ein US-amerikanischer Germanist.

## Leben
Der Vater Hans Demetz (1894–1983), dessen ladinische Familie aus Südtirol nach Prag übersiedelt war, war u. a. Dramaturg am Deutschen Theater in Prag, Theaterdirektor am Deutschen Stadttheater in Brünn und Wien und spielte eine bedeutende Rolle in den Prager Literatenkreisen der Zwischenkriegszeit. Peter Demetz’ jüdische Mutter starb nach der Besetzung der Tschechoslowakei durch das nationalsozialistische Deutschland im Konzentrationslager, und Demetz selbst musste Zwangsarbeit leisten. Nach Kriegsende studierte er an der Prager Karls-Universität Germanistik und promovierte 1948 zum Dr. phil. 1949 flüchtete er nach dem kommunistischen Putsch mithilfe tschechoslowakischer Pfadfinder über den Böhmerwald nach Bayern, wo er in ein Lager für Displaced Persons kam. Von 1950 bis 1952 arbeitete er als Redakteur bei Radio Freies Europa in München und wohnte zuletzt im Stadtteil Bogenhausen. In der tschechischen Redaktion erstellte er eine täglich Literatursendung mit Lyrik und Musik.
1953 wanderte Demetz in die Vereinigten Staaten aus und erhielt 1958 die US-Staatsbürgerschaft. Dort publizierte er eine der ersten tschechischen Anthologien: Neviditelný domov. Verše exulantú. 1948–1953 (Tschechisch: Die unsichtbare Heimat. Verse von Exilanten. 1948–1953), mit Lyrik, die er in München als Redakteur für Radio Free Europe recherchiert hatte.
Er erlangte 1954 an der Columbia University den Grad eines Master of Arts und 1956 an der Yale University die erneute Promotion zum Ph. D. 1956 wurde Demetz zunächst Dozent an der Yale University, 1958 dann Assistant Professor und 1960 Associate Professor. 1962 wurde er dort zum ordentlichen Professor für Germanistik und Vergleichende Literaturwissenschaft berufen. Von 1963 bis 1969 war Demetz Direktor des Fachbereichs Germanistik in Yale, von 1972 bis zu seiner Emeritierung im Jahr 1991 hatte er an derselben Universität die Sterling-Professur für Germanistik inne.
Bekannt wurde Demetz zunächst mit dem Essay über René Rilkes Prager Jahre, worin er den berühmten Dichter ins rechte Licht rückte. Demetz veröffentlichte Bücher und Aufsätze zu Theodor Fontane, zum Verhältnis von Literatur und Politik, zur deutschen Gegenwartsliteratur und zur Kultur und Geschichte Prags und Böhmens, insbesondere der Zeit des Protektorats Böhmen und Mähren, die er selbst durchlebte. In Die Süsse Anarchie nahm der die deutsche Literatur ab 1945 kritisch unter die Lupe. Er gab Werke deutschböhmischer und -mährischer Schriftsteller heraus und übersetzte, zum Teil gemeinsam mit seiner ersten Frau, der Schriftstellerin Hanna Demetz (1928–1993), Werke tschechischer Autoren ins Deutsche. Er war neben Jiří Gruša, Peter Kosta, Eckhard Thiele und Hans Dieter Zimmermann einer der fünf Gesamtherausgeber der 33-bändigen Tschechischen Bibliothek, die von 1999 bis 2007 in der Deutschen Verlagsanstalt erschienen ist. Ab 1974 war Demetz als Rezensent und Autor auch ständiger Mitarbeiter des Literaturteils der Frankfurter Allgemeinen Zeitung. Demetz war darüber hinaus unter anderem von 1986 bis 1996 Mitglied und zeitweise Vorsitzender der Jury des Ingeborg-Bachmann-Preises. Er war Mitglied des PEN-Zentrums Deutschland.
Peter Demetz verstarb in der Nacht vom 29. zum 30. April 2024 im Alter von 101 Jahren.

## Ehrungen, Preise und Mitgliedschaften (Auswahl)
- 1971: Goethe-Medaille des Goethe-Instituts, München[16][17]
- 1977: Wahl zum Korrespondierenden Mitglied der Deutschen Akademie für Sprache und Dichtung, Darmstadt[1]
- 1982: Aufnahme in die American Academy of Arts and Sciences
- 1984: Großes Verdienstkreuz der Bundesrepublik Deutschland[17]
- 1994: Johann-Heinrich-Merck-Preis der Deutschen Akademie für Sprache und Dichtung, Darmstadt[16]
- 1998: Wilbur Cross Medal der Yale University[18]
- 2000: Verdienstmedaille der Tschechischen Republik[17]
- 2004: Europäischer Kulturpreis Pro Europa[16]
- 2012: Georg-Dehio-Buchpreis (Hauptpreis) des Deutschen Kulturforums östliches Europa, Potsdam[19]
- 2014: Ehrendoktor der Philologie der Masaryk-Universität in Brünn (Tschechien)[20]

## Auf Deutsch erschienene Schriften
Viele der Bücher von Demetz wurden (zum Teil zuerst) in Englisch oder Tschechisch veröffentlicht.
- Goethes „Die Aufgeregten“. Zur Frage der politischen Dichtung in Deutschland. Nowack, Hann.-Münden 1952.
- René Rilkes Prager Jahre. Diederichs, Düsseldorf 1953.
- Marx, Engels und die Dichter. Zur Grundlagenforschung des Marxismus. Deutsche Verlagsanstalt, Stuttgart 1959. Taschenbuchausgabe: Ullstein, Frankfurt a. M. u. Berlin 1969.
- Formen des Realismus: Theodor Fontane. Kritische Untersuchungen. Hanser, München 1964. Taschenbuchausgabe: Ullstein, Frankfurt a. M., Berlin u. Wien 1973. ISBN 3-548-12985-4.
- Die süße Anarchie. Deutsche Literatur seit 1945. Eine kritische Einführung. Vom Autor durchgesehene Übersetzung aus dem Amerikanischen von Beate Paulus. Propyläen, Berlin, Frankfurt a. M. u. Wien 1970. Durchgesehene Taschenbuchausgabe: Ullstein, Frankfurt a. M., Berlin u. Wien 1973. ISBN 3-548-12985-4.
- Fette Jahre, magere Jahre. Deutschsprachige Literatur von 1965 bis 1985. Für die deutsche Ausgabe bearbeitet u. übersetzt von Christiane Spelsberg. Piper, München u. Zürich 1988. ISBN 3-492-03128-5.
- Worte in Freiheit. Der italienische Futurismus und die deutsche literarische Avantgarde (1912–1934). Mit einer ausführlichen Dokumentation. Piper, München u. Zürich 1990. ISBN 3-492-11186-6.
- Böhmische Sonne, mährischer Mond. Essays und Erinnerungen. Deuticke, Wien 1996, ISBN 3-216-30203-2.
- Prag in schwarz und gold. Sieben Momente im Leben einer europäischen Stadt. Aus dem Amerikanischen von Joachim Kalka. Piper, München u. Zürich 1998, ISBN 3-492-03542-6. Taschenbuchausgabe: Ebd. 2000, ISBN 3-492-23044-X.
- Die Flugschau von Brescia. Kafka, d’Annunzio und die Männer, die vom Himmel fielen. Aus dem Englischen von Andrea Marenzeller. Zsolnay, Wien 2002, ISBN 3-552-05199-6.
- Böhmen böhmisch. Essays. Mit einem Vorwort von Karel Schwarzenberg. Zsolnay, Wien 2006, ISBN 978-3-552-05373-1.
- Mein Prag. Erinnerungen 1939 bis 1945. Zsolnay, Wien 2007, ISBN 978-3-552-05407-3 (Originaltitel: Prague in danger : the years of German occupation, 1939–45 : memories and history, terror and resistance, theater and jazz, film and poetry, politics and war. New York. Übersetzt von Barbara Schaden).
- Auf den Spuren Bernard Bolzanos. Essays. Arco, Wuppertal u. Wien 2013. ISBN 978-3-938375-49-5.
- Diktatoren im Kino. Lenin, Mussolini, Hitler, Goebbels, Stalin, Wien (Paul-Zsolnay-Verlag) 2019. ISBN 3-552-05928-8. ISBN 978-3-552-05928-3
- Peter Demetz. Was wir wiederlesen wollen. Literarische Essays 1960–2010. Mit einer Einleitung hrsg. von Meike G. Werner. Göttingen: Wallstein Verlag 2022. ISBN 978-3-8353-5218-6
- Daneben zahlreiche Aufsätze, Essays, Artikel und Rezensionen.

## Übersetzungen, Herausgeberschaft
- Božena Němcová: Die Grossmutter. Eine Erzählung aus dem alten Böhmen. Übersetzung und Nachwort von Hanna und Peter Demetz. Manesse, Zürich 1959. Taschenbuchausgabe: Manesse und dtv, Zürich u. München 1995. ISBN 3-423-24048-2.
- Jan Čep: Zeit und Wiederkehr. Bilder aus Böhmen und Mähren. Ausgewählt und aus dem Tschechischen übertragen von Hanna und Peter Demetz. Herder, Freiburg i. Br., Basel u. Wien 1962.
- František Halas: Poesie. Tschechisch und deutsch. Übertragung und Nachwort von Peter Demetz. Suhrkamp, Frankfurt a. M. 1965.
- Lessing. Nathan der Weise. Vollständiger Text. Dokumentation. Hg. von Peter Demetz. Ullstein, Frankfurt a. M. u. Berlin 1966, (= Dichtung und Wirklichkeit, 25).
- Karl Gutzkow: Liberale Energie. Eine Sammlung seiner kritischen Schriften. Hg. von Peter Demetz. Ullstein, Frankfurt a. M., Berlin u. Wien 1974. ISBN 3-548-03033-5.
- Arsenal. Beiträge zu Franz Tumler. Mit Hans Dieter Zimmermann. Piper, München/Zürich 1977, ISBN 3-492-02256-1.
- Alt-Prager Geschichten. Gesammelt von Peter Demetz. Mit Illustrationen von Hugo Steiner-Prag. Insel, Frankfurt a. M 1982. ISBN 3-458-32313-9.
- H. G. Adler: Panorama. Roman in zehn Bildern. Mit einem Nachwort von Peter Demetz. Piper, München u. Zürich 1988, ISBN 3-492-10891-1.
- Geschichten aus dem alten Prag. Sippurim. Hg., mit Anmerkungen und einem Nachwort versehen von Peter Demetz. Insel, Frankfurt a. M. u. Leipzig 1994, ISBN 3-458-33219-7.
- Der Herrgott schuldet mir ein Mädchen. Tschechische Lyrik des 20. Jahrhunderts. Hg. und mit einem Nachwort von Ladislav Nezdařil und Peter Demetz. Piper, München u. Zürich 1994, ISBN 3-492-11667-1.
- Johannes Urzidil: Prager Triptychon. Erzählungen. Hrsg. und mit einem Nachwort versehen von Peter Demetz. Residenz, Salzburg u. Wien 1997, ISBN 3-7017-1082-1.
- Rilke – ein europäischer Dichter aus Prag. mit Joachim W. Storck und Hans Dieter Zimmermann: Königshausen & Neumann, Würzburg 1998, ISBN 3-8260-1354-9.
- Karel Havliček: Polemische Schriften. Ausgewählt und mit einem Geleitwort von Peter Demetz. Aus dem Tschechischen von Minne Bley. Mit einem Nachwort von Georg J. Morava. Deutsche Verlagsanstalt, Stuttgart / München 2001, ISBN 3-421-05458-4.
- Fin de siècle. Tschechische Novellen und Erzählungen. Hg. und mit einem Vorwort von Peter Demetz. Nachwort von Marek Nekula. Deutsche Verlagsanstalt, München 2004, ISBN 3-421-05251-4.
- Jiří Orten: Elegien/Elegie. Tschechisch-deutsch. Übertragen und hg. von Peter Demetz. Arco, Wuppertal / Wien 2011, ISBN 978-3-938375-43-3.
- Hans Werner Kolben: Das Schwere wird verschwinden. Gedichte aus Prag und Theresienstadt. Mit einem Nachwort hg. von Peter Demetz und mit Erinnerungen von Heinz Kolben an seinen Bruder. Arco, Wuppertal / Wien 2011, ISBN 978-3-938375-39-6.